# Spetakkel
Spetakkel è stato un gruppo musicale norvegese formatosi nel 1999 e scioltosi nel 2005. È stato costituito dai musicisti Piddi, Gest, Trost, Leven og TomTom.

## Storia del gruppo
I Spetakkel hanno esordito nell'industria discografica con l'album in studio eponimo (2003), disco con cui hanno fatto l'ingresso alla 32ª posizione della VG-lista. L'anno successivo viene presentato l'EP Hansadansen, fermatosi al 16º posto.
Spetakkel presenterer Slaglinjelaget (2005) ha segnato il terzo ingresso del gruppo nella graduatoria della Verdens Gang.

## Formazione
- Piddi
- Gest
- Trost
- Leven
- TomTom

## Discografia

### Album in studio
- 2003 – Spetakkel
- 2005 – Spetakkel presenterer Slaglinjelaget

### EP
- 2004 – Hansadansen